# Königshütte (Harz)
Königshütte is een plaats en voormalige gemeente in de Duitse deelstaat Saksen-Anhalt, en maakt deel uit van de gemeente Oberharz am Brocken in de Landkreis Harz.
Königshütte telt 692 inwoners.